# Grabowiec (Sieradz)
Pour les articles homonymes, voir Grabowiec.
Grabowiec est une localité polonaise de la gmina et du powiat de Sieradz en voïvodie de Łódź.